# 艾伦·魏塞尔贝格
艾伦·霍华德·魏塞尔贝格（Allen Howard Weisselberg，1947年8月15日—）是一位美国商人，曾任特朗普集團的财务总监。

## 生平
艾伦·魏塞尔贝格從小在紐約市的布鲁克林区長大。他具有美国犹太人血统。1970年，艾伦·魏塞尔贝格获得佩斯大學会计学理學學士學位。
1973年，艾伦·魏塞尔贝格加入弗雷德·特朗普創辦的公司並担任該公司的会计师。1980年代后期，艾伦·魏塞尔贝格成为該公司的财务总监。
2000年，艾伦·魏塞尔贝格出任Trump Hotels & Casino Resorts的首席财务官兼副总裁。他还是唐纳德·J·特朗普基金会的董事会成员和财务主管。  唐納·川普就任美國总统前把特朗普集团交给两个儿子和艾伦·魏塞尔贝格打理。
2021年7月1日，美國紐約州检察官對艾伦·魏塞尔贝格提起诉讼。檢方指控魏塞尔贝格隐瞒收入和逃稅。當天魏塞尔贝格前往纽约市曼哈顿地区检察官办公室報道。 之後魏塞尔贝格不再擔任川普集團的首席財務官，但仍然擔任該集團的高级顾问，並一直否认相关指控。2022年8月18日，魏塞尔贝格与纽约检方达成认罪协商。魏塞尔贝格承认了检方提出的多项罪名。